# Cardeñosa (Guadalajara)
Cardeñosa es una localidad española del municipio de Riofrío del Llano, perteneciente a la provincia de Guadalajara, en la comunidad autónoma de Castilla-La Mancha.

## Geografía
Se halla situada a los pies de la peña de la Bodera, a 73 km de Guadalajara. Se accede a través de la carretera CM-101

## Historia
A mediados del siglo XIX, el lugar, por entonces con ayuntamiento propio, tenía contabilizada una población de 54 habitantes. Aparece descrito en el quinto volumen del Diccionario geográfico-estadístico-histórico de España y sus posesiones de Ultramar de Pascual Madoz de la siguiente manera:

CARDEÑOSA: l. con ayunt. en la prov. de Guadalajara (9 leg.), part. jud. de Atienza (1), aud. terr. y c. g. de Madrid (20), dióc. de Sigüenza (3): sit. en terreno escabroso rodeado de peñascos, y combatido por los vientos N. y S.; su clima es frio y las enfermedades mas comunes, accidentes apopléticos y pulmonias. Tiene 20 casas, escuela de instruccion primaria concurrida por 8 niños á cargo de un maestro dotado con 6 fan. de trigo; una fuente de buenas aguas, y una igl. parr. (San Andres) aneja de la de Riofrio. térm.: confina N. La Bodera 1/2 leg.; E. Rebollosa; S. Santiuste, y O. Riofrio á 1/4 en las 3 direcciones: terreno es arcilloso y arenisco, hay en él una deh. de roble poco poblada al N. del l. caminos: los de pueblo á pueblo en mal estado. correo lo recibe de la estafeta de Atienza por un vecino los martes, jueves y domingos, y sale los martes, jueves y sábados. prod.: trigo, centeno, cebada, patatas y garbanzos de muy bunena calidad: cria ganado lanar, vacuno y de cerda; caza de perdices, conejos y liebres. ind.: la agrícola. comercio: esportacion del sobrante de frutos é importacion de los art. de que carecen. pobl.: 15 vec., 54 alm. cap. prod.: 300,120. imp.: 18.014. contr.: 1,542. presupuesto municipal asciende á 200 rs. y se cubre con los fondos de propios y arbitrios.
(Madoz, 1846, p. 555)